# Щирецька селищна територіальна громада
Щирецька селищна громада — територіальна громада в Україні, у Львівському районі Львівської області. Адміністративний центр — смт Щирець.
Площа громади — 114,5 км², населення — 11 696 мешканців (2021).
Утворена 10 липня 2017 року шляхом об'єднання Щирецької селищної ради та Гуменецької, Дмитрівської, Пісківської, Соколівської сільських рад Пустомитівського району.

## Населені пункти
До складу громади входять 1 смт (Щирець) і 16 сіл:
- Горбачі
- Гуменець
- Дмитре
- Дуб'янка
- Лани
- Льопи
- Никонковичі
- Одиноке
- Піски
- Попеляни
- Сердиця
- Соколівка
- Сороки
- Черкаси
- Шуфраганка
- Яструбків